# Hesudra
Hesudra is een geslacht van vlinders van de familie van de spinneruilen (Erebidae). De wetenschappelijke naam van dit geslacht werd voor het eerst voorgesteld door Frederic Moore in een publicatie uit 1878.

## Soorten
- Hesudra bisecta (Rothschild, 1912)
- Hesudra divisa Moore, 1878
- Hesudra mjobergi (Talbot, 1926)
- Hesudra haighti (Wileman & South, 1919)